# Anna Przybylska
Anna Przybylska (Gdynia, 26 december 1978 – aldaar, 5 oktober 2014) was een Poolse actrice en model. Ze had een relatie met de Poolse profvoetballer Jarosław Bieniuk met wie ze drie kinderen had, dochter Oliwia en zonen Szymon en Jan.
In juli 2013 werd bij Przybylska alvleesklierkanker geconstateerd en onderging zij een operatie. Ze overleed echter in oktober 2014 op 35-jarige leeftijd aan de gevolgen van de ziekte.